# Zoe Rahman
Zoe Rahman (Chichester, 20 gennaio 1971) è una pianista e compositrice britannica.
Di origini bengali, ha ricevuto la candidatura al Premio Mercury nel 2006.

## Discografia
- 2001 – The Cynic
- 2006 – Melting Pot
- 2008 – Where Rivers Meet
- 2009 – Zoe Rahman Trio: Live
- 2012 – Kindred Spirits
- 2013 – Unison